# Катайя
Ката́йя (лат. Cathaya) — монотипный род хвойных деревьев семейства Сосновые. Единственный вид — Cathaya argyrophylla.

## Распространение и экология
Катайя в настоящее время произрастает в Китайских провинциях Гуанси (северо-восток), Гуйчжоу (север), Хунань (юг) и Сычуань (юго-восток) на высоте до 1900 м над уровнем моря. Предположительно глобальная популяция вида насчитывает немногим более 500 взрослых растений и около 4500 растений всего.
На всём протяжении ареала катайя строго охраняется законами Китая, её вырубка полностью запрещена. По состоянию на 2013 год, культивируется лишь в немногих ботанических садах, в том числе нескольких садах Китая и Эдинбургском ботаническом саду. С момента своего открытия до недавнего времени считалась очень редким видом, однако впоследствии были обнаружены более крупные популяции катайи.
В геологическом прошлом катайя имела гораздо более обширный ареал. В ископаемом виде встречается шишки и листья. Окаменелости были найдены в Европе (в особенности, в Саксонии), России и Канаде. Также известны из плиоцена бассейна Дуаба (Абхазия).

## Таксономия
Благодаря филогенетическим исследованиям обособленность катайи от других родов хвойных была подтверждена, предполагается, что ближайший родственник растения — псевдотсуга.
Синонимы
- Cathaya Chun & Kuang, 1958, nom. inval.

Синонимы вида
- Cathaya nanchuanensis Chun et Kuang, 1958, nom. inval.
- Pseudotsuga argyrophylla (Chun & Kuang) Greguss, 1970
- Tsuga argyrophylla (Chun & Kuang) de Laub. & Silba, 1984